# Diretmichthys
Diretmichthys is een geslacht van straalvinnige vissen uit de familie van zilverkopvissen (Diretmidae). Het geslacht is voor het eerst wetenschappelijk beschreven in 1990 door Kotlayr.